# Esther Salaman
Esther "Polly" Salaman, född Polianowsky (hebreiska: אֶסְתֵּר פאָליאַנאָווסקי שָׂלָמָן, ryska: Эстер Поляновская Саламан), född 6 januari 1900, död 9 november 1995, var en ryskfödd judisk författare och fysiker. Hon är bäst känd för sin biografi om Albert Einstein, hennes vän och lärare, medan hon studerade vid Berlins universitet.

## Biografi

### Tidigt liv
Esther Polianowsky föddes i Zhytomyr i Ukraina. Hennes far var en judisk timmerhandlare. 1917 antogs hon till Kievs universitet för att studera matematik. När inbördeskrig och antisemitiska pogromer spred sig över det tidigare ryska kejsardömet, förbjöd hennes far henne dock att åka ensam till Kiev.
Polianowsky kämpade i det ukrainska nationella motståndet under det ryska inbördeskriget, och flydde därefter till Palestina i januari 1920 för att ansluta sig till en grupp jordbrukspionjärer. Hon lyckades skaffa resedokument åt sin mor och fyra syskon och betalade ett team av polska skogsarbetare för att leda dem till den polska gränsen i hemlighet. Därifrån guidade Ester dem till Palestina.

### Utbildning

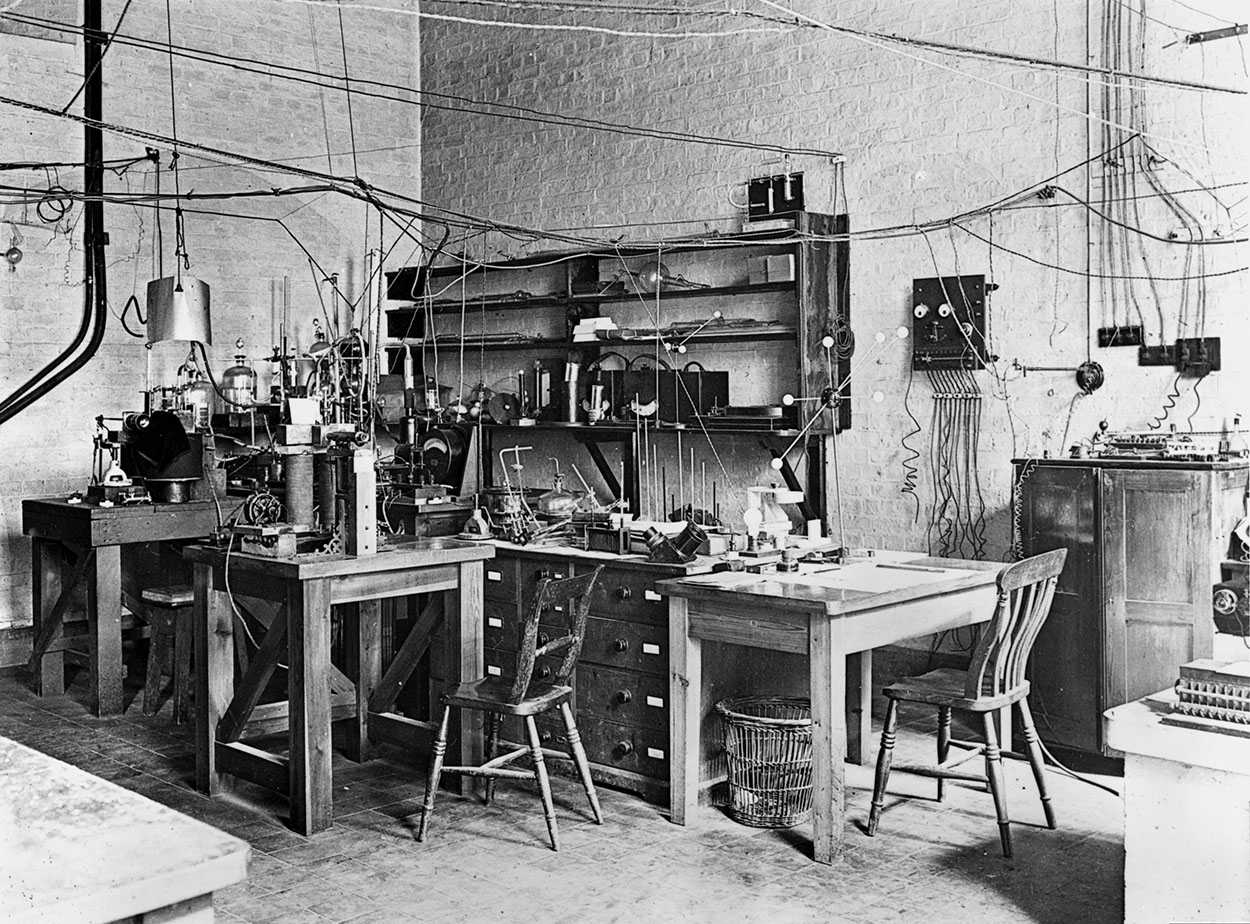
Cavendishlaboratoriet 1927

Trots den osäkra situationen för judar i Tyskland valde Esther och hennes syster Feyga (Fania) att flytta till Berlin sommaren 1922 för att återuppta sin utbildning. Polianowskys ansökan till universitetet i Berlin stöddes av Albert Einstein, vars rekommendation fick henne tillträde till fakulteten för fysik, trots att hon inte hade genomfört något inträdesprov. Medan hon var hans elev utvecklade Polianowsky en personlig relation med Einstein. Han uppmuntrade henne att skriva efter att ha läst hennes artikel i Frankfurter Zeitung, som berättade om de mordiska pogromerna i Zhytomyr av Symon Petljuras kosacker under den ortodoxa julen 1918.
När nazistpartiet hade framgångar i Tyskland uppmuntrades Polianowsky av Einstein att lämna landet efter examen. Han gav henne en rekommendation att bedriva doktorandstudier vid Cavendishlaboratoriet under Ernest Rutherford. Hennes stipendium, finansierat av den judiska filantropen Redcliffe Salaman, var villkorat av att hon senare åkte till Israel för att undervisa. Även om denna plan inte blev verklighet, stod hon nära familjen Salaman och gifte sig med Redcliffes äldsta son Myer, en patolog. Polianowsky lämnade Cavendish sommaren 1928, med ofullständig doktorsexamen, för att ägna sitt liv åt sin familj.

### Tidig karriär
På förslag av Ludwig Wittgenstein började Esther skriva skönlitteratur för en engelsk publik. Hon publicerade sin första roman, Two Silver Rubles, 1932, bara sex år efter att hon hade anlänt till England och bara kunde jiddisch, ryska, tyska och hebreiska.
Från 1940 delade Myer och Esther Salaman ett stort hus i Cambridge med sina nära vänner Frances och Francis Cornford, tillsammans med sina respektive barn. Salamans hade tre barn: Nina Wedderburn, Thalia Brenda Polak och David Francis Salaman. När Myer gick med i Royal Army Medical Corps 1943, stannade Esther och deras barn kvar med Cornfords. Samma år publicerade hon och Frances tillsammans en antologi med dikter från ryska, som inkluderade biografier om Ivan Krylov, Aleksandr Pusjkin, Aleksandr Blok och Anna Akhmatova.
De två familjerna drog sig ofta tillbaka till Ringstead, Norfolk, där familjen Cornford hade en stuga kopplad till familjen Darwins sex våningar höga Hunstanton Mill, byggd 1850. Från 1936 fungerade The Mill som ett plats för diskussioner för Theoretical Biology Club, en grupp organicister och matematiska biologer, däribland John Desmond Bernal, Max Black, J.B.S. Haldane, Dorothy och Joseph Needham, Karl Popper, Conrad Hal Waddington, Bertold Wiesner, Joseph H. Woodger och Dorothy Wrinch. 1956 sålde Frances Cornford fastigheten till Salamans.
Salamans minnen av Einstein sändes på BBC third program 1955, och hennes andra roman, The Fertile Plain, publicerades 1956.

### Senare i livet
1948 anställdes Myer Salaman som chef för cancerforskningsavdelningen vid London Hospital Medical College och familjen flyttade till London. Esther Salamans senare verk inkluderar A Collection of Moments (1970), en studie av ofrivilligt minne, och The Great Confession (1973), som utforskar användningen av minne av Sergej Aksakov, Thomas de Quincey, Leo Tolstoj och Marcel Proust. Hon publicerade memoarer av Albert Einstein och Paul Dirac i Encounter 1979 respektive 1986.
Salaman dog den 9 november 1995 vid 95 års ålder.